# Vena
Vena ali dovodnica je žila, po kateri kri teče proti srcu. Vene imajo tanjše žilne stene kot arterije in imajo zaklopke.

## Razvrstitev
Vene lahko razvrstimo v tri venske sisteme:
- sistem povrhnjih ven (povrhnje vene enojne, ležijo nad mišično ovojnico, ležijo v podkožju in imajo nestalen potek),
- sistem globokih ven (globoke vene so običajno dvojne, potekajo pod mišično ovojnico globoko med mišicami, kjer v skupni vezivni ovojnici spremljajo istoimenske arterije) in
- sistem prebodnih ven (prebodne ali perforantne vene so kratke, prebadajo mišično ovojnico in povezujejo povrhnje vene z globokimi).

Povezovalne (komunikantne) vene so vene, ki med seboj povezujejo vene iste fascialne ravnine, torej vene znotraj globokega oziroma znotraj povrhnjega venskega sistema.

## Zgradba venske stene
Venska žilna stena je bistveno tanjša od arterijske, vendar prav tako sestoji iz treh plasti: notranje (tunika intima), srednje (tunika medija) in zunanje (adventicija). Notranja plast je iz enega sloja endotelnih celic, ki leže na bazalni membrani. Ima aktivne antitrombogene lastnosti; proizvaja prostaglandin I2, glikozaminoglikanske kofaktorje antitrombina, trombomodulin in tkivni aktivator plazminogena (t-PA). Srednja plast sestoji iz treh slojev gladke mišičnine in veziva iz kolagena in elastina. V primerjavi s srednjo plastjo arterijske stene venska srednja plast vsebuje manj mišičja in manj elastičnega tkiva. Zunanja vezivna plast je najdebelejša plast venske stene ter sestoji v primerjavi z arterijsko zunanjo plastjo iz večjega deleža kolagena, zaradi česar so vene manj prožne od arterij. V svetlino vene se bočijo venske zaklopke (valvulae venosae). Običajno imajo po dva lističa iz vezivnih in elastičnih vlaken, odetih z endotelom. Prosti rob lističev je obrnjen v smer toka krvi. Število zaklopk in njihova razporeditev sta izrazito individualna, v globokih venah so številčnejše kot v povrhnjih venah. Venska stena je ob bazi lističev nekoliko tanjša in izbočena, zato je obod vene v višini zaklopke nekoliko širši in ta predel se imenuje venski sinus.